# Diplycosia filipes
Diplycosia filipes är en ljungväxtart som beskrevs av Herman Otto Sleumer. Diplycosia filipes ingår i släktet Diplycosia och familjen ljungväxter. Inga underarter finns listade i Catalogue of Life.